# Takeinadane
Takeinadane est un guerrier japonais du IIe siècle. Il est vénéré comme un kami du sanctuaire d'Atsuta.

## Biographie
Il est le frère de Miyazu-hime (en) le fondateur de l'Atsuta-jingū :435. Le clan Owari a créé l'Atsuta-jingū en 192, et occupait le poste de grand prêtre du sanctuaire depuis l'Antiquité, le transmettant de génération en génération. Yamato Takeru, sa sœur Miyazu-hime et leur frère Takeinadane sont vénérés au sanctuaire :429.
Il est également vénéré au Tagata-jinja aux côtés de sa femme Tamahime.
Lui et sa femme ont eu deux fils et quatre filles. Après sa mort, sa femme a fondé Tagata-jinja en son honneur parmi d'autres divinités.